# Le Calvaire (Bellini)
Pour les articles homonymes, voir Le Calvaire.
Le Calvaire – en italien Crocifissione di Cristo – est un tableau réalisé par le peintre italien Giovanni Bellini dans le troisième quart du XVe siècle. Cette huile sur bois de peuplier est une peinture chrétienne qui représente Jésus-Christ crucifié entre Marie et Jean, devant un paysage comprenant un château fort. Achetée en 1970, l'œuvre est conservée au musée du Louvre, à Paris, en France.